# Josep Gimeno i Capilla

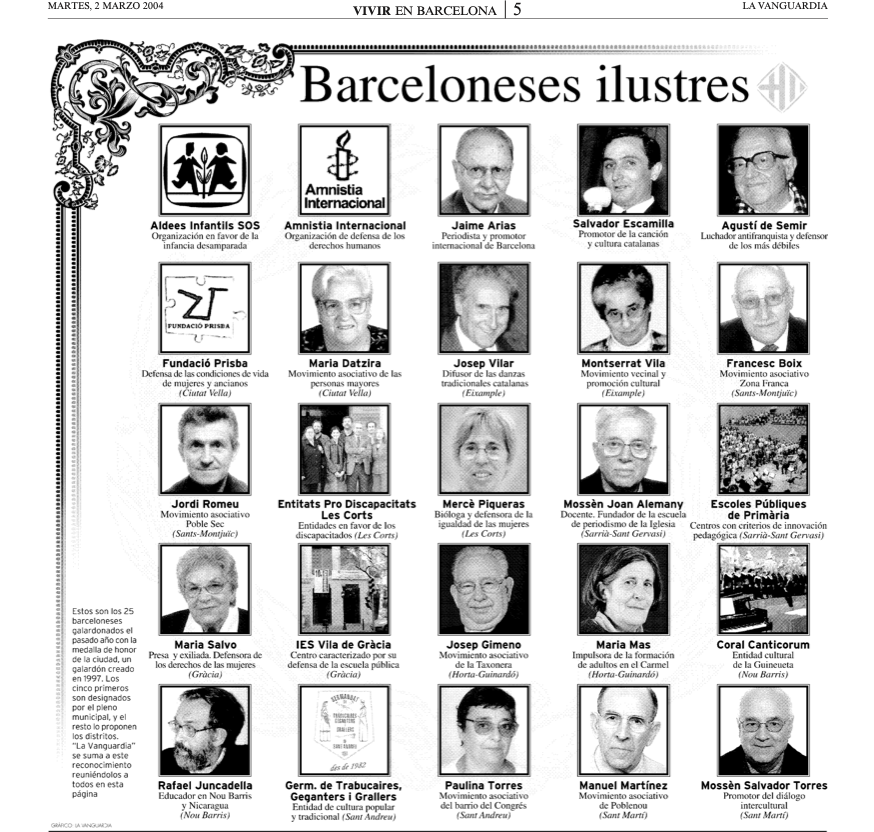
Josep Gimeno i Capilla apareix com a Barceloní Il·lustre l'any 2003, en l'edició d'homenatge als guardonats de La Vanguardia del 4 de març de 2004.

Josep Gimeno i Capilla (Barcelona, 5 de gener de 1933 - 19 de juliol de 2021) va ser un polític i activista social català.
Als 16 entrà a formar part de la Joventut Obrera Catòlica i tenia una gran consciència social.
Lligat als salesians i al Col·legi Martí Codolar, des del 1969 participà activament en el club de futbol «Centre Juvenil Salesià Martí Codolar» com a organitzador d'equips i tornejos, delegat esportiu quan l'equip disputava la tercera Divisió Regional. N'arribà a ser president.
En la seva lluita veïnal per obtenir millores urbanístiques al barri d'Horta-Guinardó es va implicar en la Coordinadora Martí Codolar. El 1973 va fundar i presidir l'Associació de Veïns de la La Teixonera fins al 1985. Va fer el salt a la política i fou conseller de districte i estava al capdavant de les àrees d'urbanisme, comerç i de la gent gran. El 2003 va rebre la Medalla d'Honor de Barcelona.